# Naplatni gejtvej
Naplatni gejtvej (engl. Payment gateway) je servis koji pruža provider (pružalac usluga) aplikacije elektronskog poslovanja i služi za autorizovanje plaćanja na internet prodavnica i drugim poslovima elektronskog poslovanja. On je ekvivalent fizičkog terminala za naplatu. Naplatni gejtvej štiti poverljive podatke sa kreditnih i debitnih kartica kao što je broj kartice, CCV ili datum isteka kartice, te obezbešuje siguran transfer ovih informacija između kupca i prodavca, kao i između prodavca i procesora za plaćanje.

## Literatura
- Chaudhury, Abijit; Jean-Pierre Kuilboer (2002). e-Business and e-Commerce Infrastructure. McGraw-Hill. ISBN 0-07-247875-6.
- Frieden, Jonathan D.; Roche, Sean Patrick (19. 12. 2006). „E-Commerce: Legal Issues of the Online Retailer in Virginia” (PDF). Richmond Journal of Law and Technology. 13 (2).
- Graham, Mark (2008). „Warped Geographies of Development: The Internet and Theories of Economic Development” (PDF). Geography Compass. 2 (3): 771. doi:10.1111/j.1749-8198.2008.00093.x. Архивирано из оригинала (PDF) 29. 10. 2008. г. Приступљено 07. 08. 2012.
- Kessler, M. (2003). More shoppers proceed to checkout online. Retrieved January 13, 2004
- Nissanoff, Daniel (2006). FutureShop: How the New Auction Culture Will Revolutionize the Way We Buy, Sell and Get the Things We Really Want (Hardcover изд.). The Penguin Press. стр. 246 pages. ISBN 1-59420-077-7.
- Seybold, Pat (2001). Customers.com. Crown Business Books (Random House). ISBN 0-609-60772-3.
- Miller, Roger (2002). The Legal and E-Commerce Environment Today (Hardcover изд.). Thomson Learning. стр. 741 pages. ISBN 0-324-06188-9.
- Kotler, Philip (2009). Marketing Management. Pearson:Prentice-Hall. ISBN 978-81-317-1683-0.